# Eulonchus smaragdinus
Eulonchus smaragdinus is een vliegensoort uit de familie van de spinvliegen (Acroceridae). De wetenschappelijke naam van de soort is voor het eerst geldig gepubliceerd in 1856 door Carl Eduard Adolph Gerstäcker.